# Piratería en Venezuela

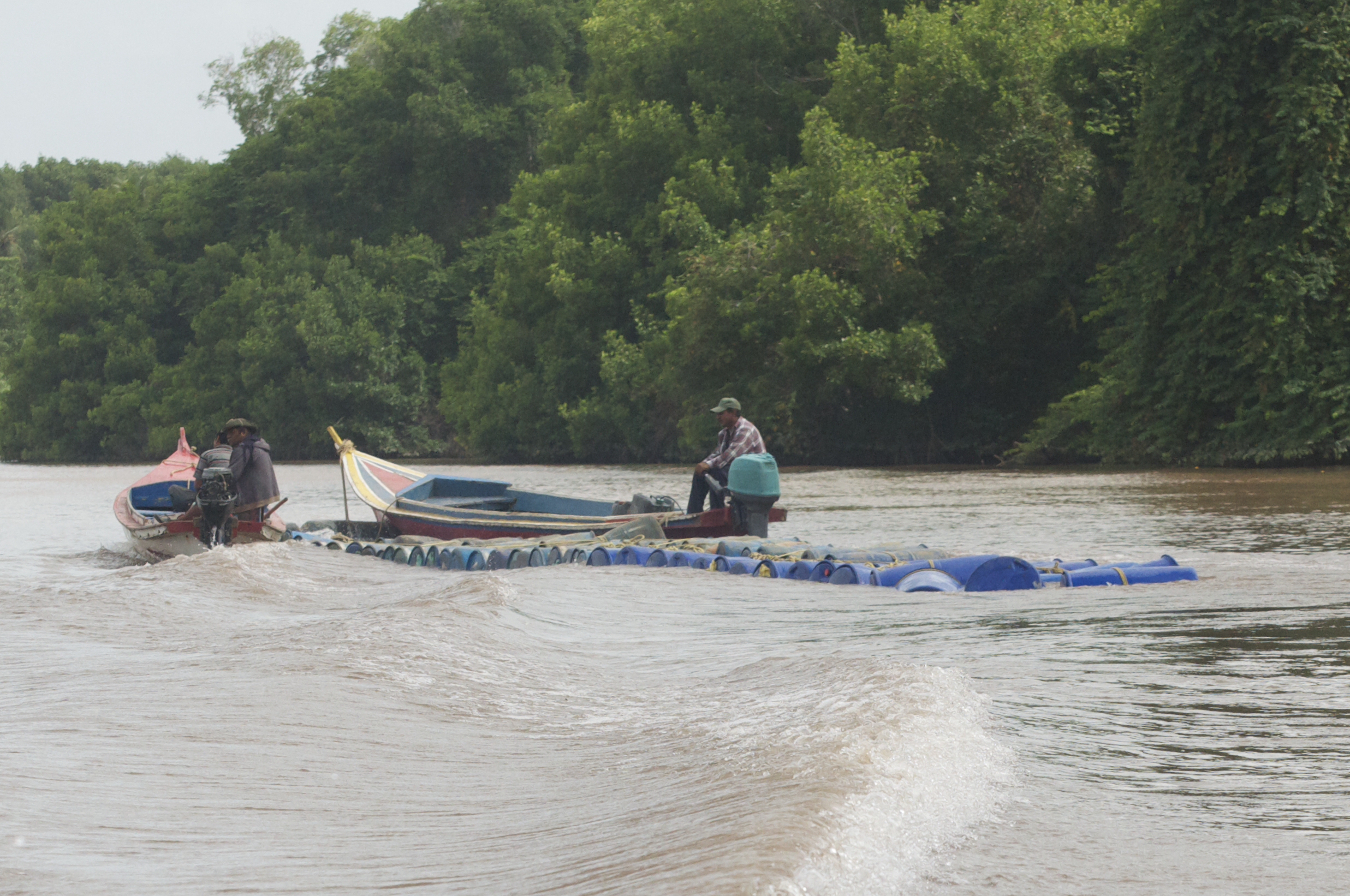
Contrabando de gasolina en el Río El Limón, estado Zulia

La piratería en Venezuela aumentó durante la crisis en el país. La situación ha sido comparada a la piratería en Somalia, la cual también ha sido creada por el colapso económico. A medida que los venezolanos se volvieron más desesperados, se reportaron más incidencias de piratería y un aumento de su alcance. Piratas venezolanos suelen contrabandear armas, gasolina, drogas, y víctimas de tráfico sexual. Las autoridades también han estado implicadas en la piratería.

## Antecedentes
Durante la época colonial, la isla de Margarita fue azotada por el acoso constante de piratas, corsarios y caribes que causaban saqueos y destrozos 14 veces a lo largo de su historia. Dicha situación trajo como consecuencia el encarecimiento de los alimentos en la isla tanto por la necesidad de reponerlos como por los saqueos de navíos de tráfico comercial en alta mar. Aunado a esto, los habitantes no se dedicaban a actividades de labranza de la tierra pues ocupaban la mayor parte del tiempo construyendo fuertes y defendiendo a isla sin poder diversificar las actividades agropecuarias por temor a atraer a los enemigos. Manuel de Mercado, en 1577 encontró a la isla en condiciones deplorables refiriéndose a ella como “muy trabajada” a causa de que el 15 de agosto de 1576 fue robada y quemada por los franceses y sólo dejaron la iglesia y “4 o 5 casas en que los franceses se hicieron fuertes”. En 1677 la gobernación de la isla se vio en problemas por los hatos de ganado cabrío que atraía a los piratas y en abril de ese mismo año terminaron “quemando la mayor parte de ella y robando las haciendas hasta en los campos a donde se habían retirado” los pobladores.
A finales del siglo XX, Venezuela contaba con una próspera industria pesquera en la que se producían negocios y comercio internacionales.  Cuando Hugo Chávez fue elegido presidente en 1998, cambió la estructura social, política y económica del país a través de la Revolución Bolivariana. Las políticas populistas iniciadas por Chávez y continuadas por su sucesor, Nicolás Maduro, llevaron al país a una decadencia, con un aumento de la pobreza, la inflación y la escasez en Venezuela . En 2015, el tonelaje de pescado capturado en Venezuela se redujo considerablemente en un 60% en comparación con cuando Chávez asumió el cargo, y miles de pescadores perdieron sus empleos.

## Piratería
Muchos pescadores que antes trabajaban en la una vez próspera industria pesquera venezolana se dedicaron a la piratería.Los piratas han robado, y traficado tanto con drogas como con personas. La tendencia tiene paralelos directos de la crisis de la piratería somalí, donde los pescadores empobrecidos también se dedicaron a secuestrar embarcaciones de paso tras el hundimiento del país en la anarquía en la década de 1990
En 2010, el gobierno venezolano expropió y nacionalizó la industria pesquera en el estado Sucre, uno de los más pobres de Venezuela. La región llegó a tener la cuarta mayor flota de atuneros del mundo, pero a finales de 2016, muchos antiguos pescadores del estado se convirtieron en piratas. Los piratas mataron a los pescadores de la zona y amenazaron a las empresas, aprovechándose de las personas que se adentraban en mar abierto y robándoles los motores de sus embarcaciones, el pescado y otros bienes. Según Oceans Beyond Piracy (OBP), en 2016 se registraron un total de 21 ataques piratas cerca de Venezuela.
En 2017, la piratería creció en el Lago de Maracaibo, con bandidos que intentaban robar y matar a los navegantes de la zona para hacerse con sus pertenencias. Las corvinas, valiosos peces capturados en las aguas que contienen vejigas natatorias ricas en colágeno, suelen ser objetivo de los piratas de la zona para su venta en los mercados internacionales. Según los lugareños, la Armada Venezolana apenas patrulla las aguas. Los piratas también desvalijan los equipos de las instalaciones petrolíferas de PDVSA cercanas a las aguas del lago de Maracaibo. En total, se produjeron 71 incidentes de piratería en aguas venezolanas, según la OBP, lo que supone un aumento del 163% con respecto al año anterior.
En 2018 también surgieron reportesde ataques de piratas venezolanos a yates de lujo en el Caribe. Los piratas también obtienen ingresos mediante el contrabando de mercancías de Trinidad y Tobago a Venezuela, donde hay escasez de numerosos productos comunes debido a problemas económicos. Al estar los dos países a dos horas de distancia por agua, los piratas venezolanos pueden obtener grandes beneficios vendiendo mercancías trinitenses en su país natal, y luego regresar a la nación insular para vender contrabando venezolano con descuento. Los venezolanos también temen a las autoridades gubernamentales, que están igual de desesperadas y también acusan a las fuerzas de seguridad de piratería. La violencia en la zona llevó a Trinidad y Tobago Newsday a bautizar las aguas como el Gulf of No Return ("Golfo sin retorno").